# Гадсон (Мен)
Гадсон (англ. Hudson) — місто (англ. town) в США, в окрузі Пенобскот штату Мен. Населення — 1416 осіб (2020).

## Демографія
Згідно з переписом 2010 року, у місті мешкало 1536 осіб у 590 домогосподарствах у складі 427 родин. Було 786 помешкань
Расовий склад населення:
| - 97,7 % — білих - 0,7 % — корінних американців - 0,2 % — азіатів - 0,1 % — чорних або афроамериканців |

До двох чи більше рас належало 1,3 %. Частка іспаномовних становила 0,7 % від усіх жителів.
За віковим діапазоном населення розподілялося таким чином: 21,9 % — особи молодші 18 років, 68,0 % — особи у віці 18—64 років, 10,1 % — особи у віці 65 років та старші. Медіана віку мешканця становила 40,0 року. На 100 осіб жіночої статі у місті припадало 99,5 чоловіків;  на 100 жінок у віці від 18 років та старших — 99,7 чоловіків також старших 18 років.
Середній дохід на одне домашнє господарство  становив 63 278 доларів США (медіана — 51 979), а середній дохід на одну сім'ю — 73 579 доларів (медіана — 65 078). Медіана доходів становила 37 500 доларів для чоловіків та 33 125 доларів для жінок. За межею бідності перебувало 8,9 % осіб, у тому числі 13,2 % дітей у віці до 18 років та 2,5 % осіб у віці 65 років та старших.
Цивільне працевлаштоване населення становило 861 особа. Основні галузі зайнятості: освіта, охорона здоров'я та соціальна допомога — 28,2 %, роздрібна торгівля — 19,5 %, будівництво — 9,5 %, транспорт — 9,1 %.